# Den galopperande detektiven
Den galopperande detektiven (originaltitel: Ace Ventura: Pet Detective) är en amerikansk komedifilm från 1994 i regi av Tom Shadyac med Jim Carrey i huvudrollen som Ace Ventura. Filmen hade Sverigepremiär den 20 maj 1994.

## Handling
Den tokige Ace Ventura (Jim Carrey) arbetar som husdjursdetektiv och hjälper bland annat till att hitta försvunna djur. När det amerikanska fotbollslaget Miami Dolphins maskot, delfinen Snowflake, blir stulen strax före Superbowl, misstänker ledningen att det är en kidnappning. Motvilligt kallar de in Ventura, som snart hittar en ledtråd som pekar mot en tidigare amerikansk fotbollsspelare, Ray Finkle, som på grund av ett misstag under ett tidigare Superbowl blivit utstött och som därför vill hämnas på den spelare som i hans tankevärld orsakade misstaget. Den stora frågan är var Finkle gömmer sig.

## Rollista
| Jim Carrey         | – Ace Ventura                   |
| Courteney Cox      | – Melissa Robinson              |
| Sean Young         | – Lt. Lois Einhorn / Ray Finkle |
| Tone Lōc           | – Emilio                        |
| Dan Marino         | – Sig själv                     |
| Noble Willingham   | – Riddle                        |
| Troy Evans         | – Roger Podacter                |
| Raynor Scheine     | – Woodstock                     |
| Udo Kier           | – Ronald Camp                   |
| Frank Adonis       | – Vinnie                        |
| Tiny Ron           | – Roc                           |
| David Margulies    | – Doktor                        |
| Bill Zuckert       | – Mr. Finkle                    |
| Alice Drummond     | – Mrs. Finkle                   |
| Rebecca Ferratti   | – Sexy Woman                    |
| Mark Margolis      | – Mr. Shickadance               |
| Randall "Tex" Cobb | – Gruff Man                     |

## Om filmen

### Jim Carrey på livescen med Cannibal Corpse
Death metal-bandet Cannibal Corpse medverkar i en sekvens på 45–50 sekunder i filmen med låten "Hammer Smashed Face", vid en livekonsert på en klubb, där Ventura lite svängande med i musiken bara passerar rakt igenom publiken för att därefter besöka en spårningsexpert.
I en två minuter lång bortklippt/alternativ sekvens (som återinfördes för vissa TV-sändningar) blir Ventura mitt bland publiken jagad av en torped där Ventura räddas av publiken som låter honom crowdsurfa. Till slut hamnar han dock uppe på bandets konsertscen där han får tag på en mikrofon och tillsammans med bandets dåvarande sångare Chris Barnes släpper han loss till samma låt med growlsång, headbanging och egna vilda rörelser.
När bandet precis hade släppt sitt tredje studioalbum, och ännu inte hade vuxit till sin framtida popularitet, fick de ett samtal via sitt skivbolag om att medverka i filmen. Medlemmarna var först skeptiska och krävde att bandet skulle få uppträda med sin egen image, innan de övertygades av att Jim Carrey var den som skulle fåna sig. Filmens produktionsschema behövde också ändras för att passa bandets Europaturné. Bandet ska efteråt ha blivit något överväldigat av att en så liten del av allt som spelades in kom med i bioklippningen, vilket räckte för att sprida death metal-genren som sällan får en sådan möjlighet till mainstream. Carrey har i kända intervjuer hävdat att han är intresserad av extrem metal-genrer och bland annat bandet Napalm Death.